# Шлегель, Герман
Герман Шлегель (нем. Hermann Schlegel, 10 июня 1804, Альтенбург, Саксен-Кобург-Гота — 17 января 1884, Лейден) — немецкий орнитолог, герпетолог, ихтиолог.

## Краткая биография
Герман Шлегель родился в 1804 году в Альтенбурге. Его отец был пивоваром и коллекционировал бабочек, что побудило в будущем учёном интерес к естествознанию. В детстве он случайно нашёл птичье гнездо, что в будущем и определило его интерес к изучению птиц. Его талант поощрялся пастором К. Л. Бремом, отцом известного зоолога Альфреда Эдмунда Брема. Герман по совету родителей не поступил в университет, а вместе с отцом стал работать в пивоварне.
Однако он довольно быстро бросил работу. В 1821 году путешествовал по Германии и Австрии. В 1824 году оказался в Вене, где в университете посещал лекции Леопольда Фитцингера и Иоганна Геккеля. Благодаря письму Брема к Йозефу Наттереру он получил работу в Музее естествознания Вены. Через год после его прибытия директор музея Карл Франц Антон фон Шрайберс рекомендовал его К. Я. Темминку, директору музея естествознания в Лейдене, который искал ассистента.
Темминк знал многих немецких натуралистов, таких как Генрих Бойе, Йоханн Якоб Кауп, Генрих Кухль.
В Лейдене Шлегель сначала работал в основном с коллекцией рептилий, но потом стал заниматься и другими животными. Его хотели отправить с научной экспедицией на о. Ява, но этому помешала неожиданная смерть Генриха Бойе, который должен был стать преемником Темминка.
В это же время Шлегель встретил Филиппа Франца фон Зибольда, и между ними завязалась крепкая дружба и эффективное сотрудничество. Они работали над Fauna Japonica (1845—1850). Они подписали именем Темминка, благодаря части, посвященной герпетологии, но эту часть он действительно написал[прояснить]. В 1837 он опубликовал свою работу по физиогномии змей — её часто отмечают как первую действительно научную попытку изучения змей, которая была быстро перехвачена[прояснить] другими авторами, включая Андре-Мари Констана Дюмериля, Габриэля Биброна и Огюста Дюмериля.
Между 1839 и 1844 он написал Саломону Мюллеру в журнал Zoologische Verhandelingen, изложив результаты научных исследований о природе Индии и Ближнего Востока.
Шлегель был одним из первых орнитологов, которые продвигали идею географических перелетов, предложенную географом Фридрихом Фабером, но отрицал, что это обусловлено климатом (он также приводил контраргументы). Для Шлегеля географическое распространение перелетов отражало замысел творения и поэтому не могло быть изменено эволюцией.[прояснить]
В 1858 году Темминк умер, и Шлегель после 33 лет работы под его руководством стал его преемником. Шлегеля особо интересовали Юго-Восточная Азия и Новая Гвинея. В 1859 он отправляет путешественника и натуралиста Генриха Агафона Бернштайна на коллекционирование птиц. После смерти Бернштайна этим занимается Герман фон Розенберг.
В это время он начинает издавать научный журнал «Заметки музея Лейдена» и обширный 14-томный труд под названием «Музей естественной истории Нидерландов». Он нанимает троих опытных иллюстраторов: Йоханнеса Герарда Кёлеманса, Йосефа Смита и Йозефа Вольфа.
Конец жизни Шлегеля был очень тяжелым: его жена умерла в 1864, его ассистент Отто Финш покинул музей и направился в Бремен, а коллекции Британского музея стали превосходить коллекции в Лейдене.
В течение жизни Шлегелем было написано множество книг и монографий. Под его руководством работали этнограф и натуралист Отто Финш и художник-анималист Йозеф Вольф. В 1860-е годы Шлегелю привозил образцы птиц известный путешественник Герман фон Розенберг.
Его сын — синолог Густав Шлегель.

## Названы в честь Шлегеля
В честь Шлегеля названы многие виды животных. В их числе:
- пингвин Шлегеля (Eudyptes schlegeli),
- кускус Шлегеля (Pseudochirulus schlegeli),
- золотокрылый аремон (Arremon schlegeli),
- желтобрюхая филепитта (Philepitta schlegeli),
- ботропс Шлегеля (Bothriechis schlegelii),
- турач Шлегеля (Francolinus schlegelii),
- свистун Шлегеля (Pachycephala schlegelii),
- пепельный скромный чекан (Emarginata schlegelii),
- тайфунник Шлегеля (Pterodroma incerta).

Также в честь Германа Шлегеля назван род американских тропических лиан Шлегелия (Schlegelia). Ранее этот род включали в семейство Бигнониевые (Bignoniaceae), но в системе классификации APG II (2003) он вместе с некоторыми другими родами был выделен в отдельное семейство Шлегелиевые (Schlegeliaceae) в составе порядка Ясноткоцветные (Lamiales).